# Gondomar SC
Der Gondomar Sport Clube ist ein Fußballverein aus der portugiesischen Stadt Gondomar, nahe Porto, im Norden des Landes und spielt in der 4. portugiesischen Liga.
Der Verein spielt zurzeit in der drittklassigen Campeonato Nacional de Seniores.

## Geschichte
Der Klub wurde am 1. Mai 1921 gegründet. Im Jahr 1932 beendete der Verein jedoch jede Aktivität, bis eine Gruppe ihn zehn Jahre später wieder erneut gründete.
1970 zog der Verein in das Estádio de São Miguel ein. Am 27. Oktober 1986 spielte der Klub erstmals im Portugiesischen Pokal.
2003 machte der Klub Schlagzeilen nach einem 1:0-Sieg gegen Benfica.

## Logohistorie

Altes Logo
Aktuelles Logo